# La guerra dei contadini in Germania
La guerra dei contadini in Germania (in tedesco Der deutsche Bauernkrieg) di Friedrich Engels è un breve resoconto delle rivolte dell'inizio del XVI secolo note come Guerra dei contadini tedeschi (1524–1525). Fu scritto da Engels a Londra durante l'estate del 1850, in seguito alle rivolte rivoluzionarie del 1848-1849, a cui si riferisce spesso in modo comparativo. "Sono passati tre secoli da allora", scrive, "e molte cose sono cambiate; tuttavia la guerra dei contadini non è così lontana dalle nostre lotte attuali come sembrerebbe, e gli avversari che dobbiamo affrontare rimangono essenzialmente lo stesso."

## Contesto storico

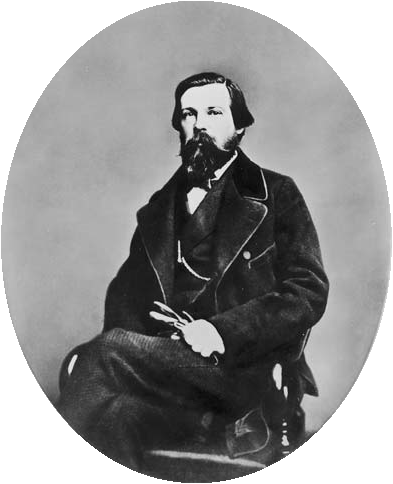
Friedrich Engels nel 1864

Il libro fu scritto da Engels a Londra durante l'estate del 1850, in seguito alle rivolte rivoluzionarie del 1848-1849, a cui si riferisce spesso in modo comparativo. "Sono passati tre secoli da allora", scrive, "e molte cose sono cambiate; tuttavia la guerra dei contadini non è così lontana dalle nostre lotte attuali come sembrerebbe, e gli avversari che dobbiamo affrontare rimangono essenzialmente gli stessi."
Engels elogia il libro dello storico Wilhelm Zimmermann La storia della grande guerra contadina (1841–1843) come la migliore raccolta di dati fattuali sulla guerra contadina del 1525 e riconosce che la maggior parte del materiale relativo alle rivolte contadine e a Thomas Müntzer è stato tratto dal libro di Zimmermann. La guerra dei contadini in Germania è apparsa originariamente nel quinto e nel sesto numero del mensile Neue Rheinische Zeitung-Revue, una rivista di economia politica curata da Karl Marx ad Amburgo, e successivamente è stata ristampata in forma di libro.

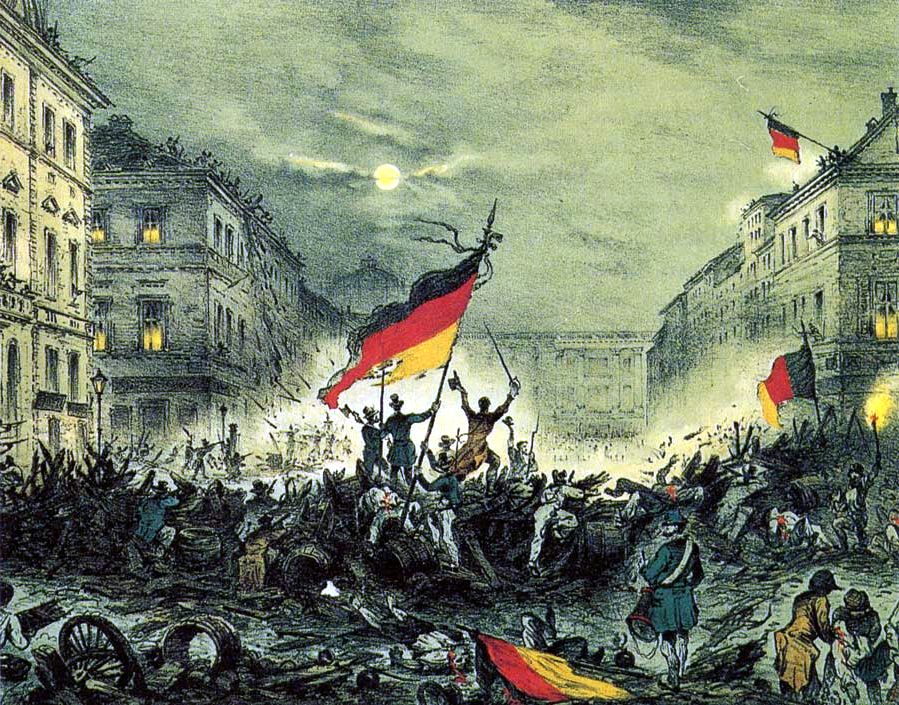
Rivoluzione di marzo 1848 a Berlino.

Attingendo agli obiettivi e ai metodi del materialismo storico, Engels minimizza l'importanza delle cause politiche e religiose per la guerra tradizionalmente citate, concentrandosi invece su fattori materiali ed economici. "Questo libro", scrive Engels nella prefazione alla seconda edizione:
(Friedrich Engels, La guerra dei contadini in Germania)
Engels descrive in dettaglio la complessa struttura di classe della Germania nell'era della guerra contadina ed esplora il ruolo ambiguo in essa dei cavalieri, piccola nobiltà il cui impegno a preservare i loro poteri feudali ha annullato le loro alleanze con i contadini. Allo stesso modo, Engels offre una feroce critica a Martin Lutero come un opportunista riformatore della "classe media" e un traditore non solo della rivoluzione ma di alcuni dei suoi stessi principi cristiani più noti:
(Friedrich Engels, La guerra dei contadini in Germania)
A seconda della prospettiva degli storici, la guerra potrebbe essere interpretata, come fa Engels, come un caso in cui una borghesia emergente non è riuscita ad affermare il senso della propria autonomia di fronte al potere principesco, e ha lasciato le classi rurali al loro destino.

## Contenuto

### Le classi sociali nel Sacro Romano Impero del XVI secolo

#### Principi

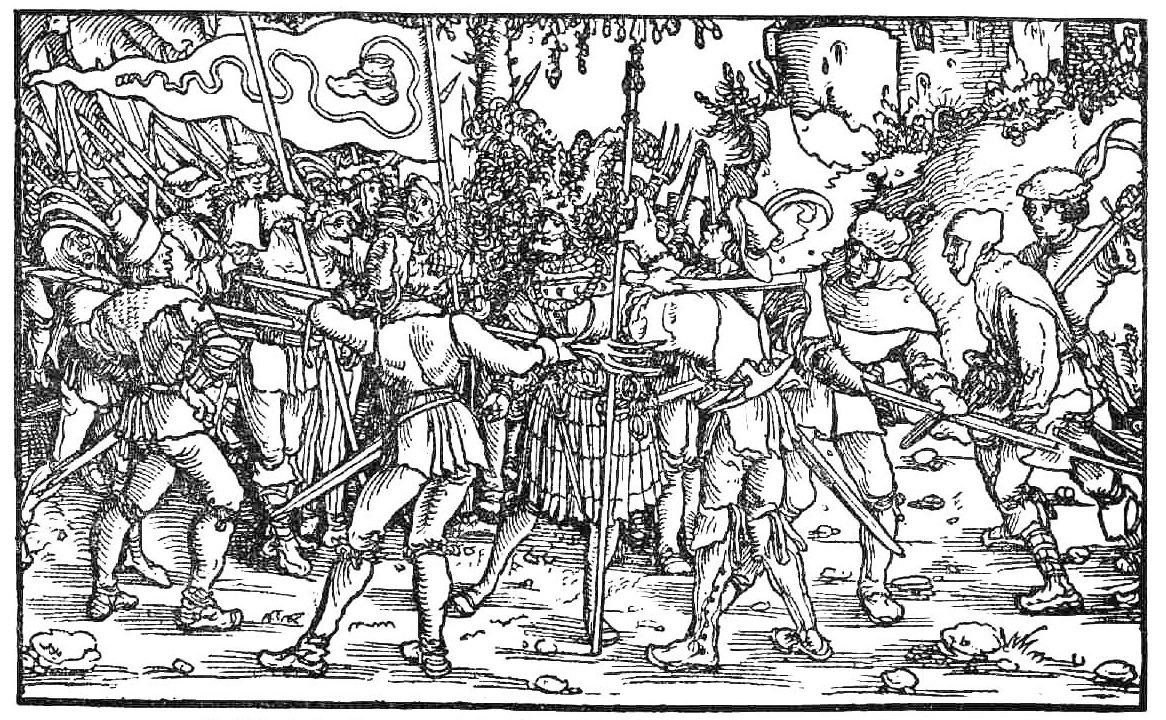
Contadini che circondano un cavaliere.

La Germania del XVI secolo faceva parte del Sacro Romano Impero, un'entità decentrata in cui lo stesso Sacro Romano Imperatore aveva poca autorità al di fuori delle proprie terre dinastiche, che coprivano solo una piccola parte dell'intero. C'erano centinaia di territori secolari ed ecclesiastici in gran parte indipendenti nell'impero, la maggior parte dei quali era governata da una dinastia nobile (sebbene diverse dozzine fossero città-stato). Molti erano governanti autocratici che a malapena riconoscevano qualsiasi altra autorità all'interno dei loro territori. I principi avevano il diritto di imporre tasse e prendere in prestito denaro come meglio credevano. I crescenti costi di amministrazione e mantenimento militare spinsero i principi a continuare ad aumentare il costo della vita dei loro sudditi. La piccola nobiltà e il clero non pagavano tasse e spesso sostenevano il loro principe locale. Molte città avevano privilegi che le esentavano dal pagamento delle tasse, e così il grosso dell'onere fiscale ricadeva sui contadini. I principi tentavano spesso di costringere i loro contadini più liberi alla servitù attraverso l'aumento delle tasse e l'introduzione del diritto civile romano. Il diritto civile romano era vantaggioso per quei principi che cercavano di consolidare il loro potere, perché portava tutta la terra nella loro proprietà personale ed eliminava la concezione feudale della terra come fiducia tra signore e contadino che conferiva diritti oltre che obblighi a quest'ultimo. Mantenendo i resti dell'antica legge che legittimava il proprio governo, non solo elevavano la loro ricchezza e posizione nell'impero attraverso la confisca di tutte le proprietà e le rendite, ma anche il loro dominio sui loro sudditi contadini. Sotto questa antica legge, i contadini avevano poche possibilità di ricorso oltre alla resistenza passiva. Anche così, il principe ora aveva il controllo assoluto su tutti i suoi servi e sui loro possedimenti. Le rivolte generalmente rimasero isolate, non supportate e facilmente represse fino a quando Thomas Müntzer e radicali simili iniziarono a rifiutare i fattori di legittimazione del diritto antico e invocarono il concetto di "legge divina" come veicolo per risvegliare il popolo.

#### Piccola nobiltà
L'evoluzione della tecnologia militare del basso medioevo iniziò a rendere obsoleta la piccola nobiltà dei cavalieri. L'introduzione della scienza militare e la crescente importanza della polvere da sparo e della fanteria diminuì l'importanza del loro ruolo di cavalleria pesante, oltre a ridurre l'importanza strategica dei loro castelli. Il loro stile di vita lussuoso ha prosciugato il poco reddito che avevano, mentre i prezzi continuavano a salire. Esercitavano i loro antichi diritti per strappare ai loro territori le entrate che potevano. I cavalieri divennero amareggiati man mano che si impoverirono progressivamente e caddero sempre più sotto la giurisdizione dei principi. Quindi queste due classi erano in costante conflitto. I cavalieri consideravano anche il clero una proprietà arrogante e superflua, mentre invidiavano i privilegi e la ricchezza che gli statuti della chiesa assicuravano. Inoltre i cavalieri, spesso indebitati con le città, erano costantemente in conflitto con i patrizi cittadini.

#### Clero
Il clero, o classe dei prelati, stava perdendo il suo posto di autorità intellettuale su tutte le questioni all'interno dello stato. Il progresso della stampa (soprattutto della Bibbia) e l'espansione del commercio, così come la diffusione dell'umanesimo rinascimentale, aumentarono i tassi di alfabetizzazione in tutto l'Impero. Di conseguenza anche il monopolio cattolico sull'istruzione superiore è stato ridotto. Nel tempo, le istituzioni cattoliche erano scivolate nella corruzione. L'ignoranza clericale e gli abusi della simonia e del pluralismo (ricoprendo più incarichi contemporaneamente) erano dilaganti. Alcuni vescovi, arcivescovi, abati e priori erano spietati nello sfruttare i loro sudditi quanto i principi regionali. Oltre alla vendita delle indulgenze, costruivano case di preghiera e tassavano direttamente il popolo. La crescente indignazione per la corruzione della Chiesa aveva portato il monaco Martin Lutero a affiggere le sue 95 tesi alle porte della chiesa del castello di Wittenberg, in Germania, nel 1517, oltre a spingere altri riformatori a ripensare radicalmente la dottrina e l'organizzazione della Chiesa.

#### Patrizi
Man mano che le corporazioni crescevano e le popolazioni urbane aumentavano, i patrizi della città dovettero affrontare una crescente opposizione. I patrizi erano costituiti da famiglie benestanti che sedevano sole nei consigli comunali e ricoprivano tutti gli uffici amministrativi. Come i principi, potevano cercare di assicurarsi entrate dai loro contadini con ogni mezzo possibile. A piacimento potrebbero essere istituiti pedaggi arbitrari su strade, ponti e cancelli. Gradualmente revocarono le terre comuni e resero illegale per un contadino pescare o tagliare legna in quella che un tempo era terra detenuta in comune. Furono imposte le tasse alle corporazioni. Tutte le entrate raccolte non erano soggette ad amministrazione formale e i conti civici venivano trascurati. Così si praticava comunemente l'appropriazione indebita e la frode e la classe patrizia, legata da vincoli familiari, diventava sempre più ricca e sfruttatrice.

#### Cittadini
I patrizi della città furono sempre più criticati dalla crescente classe borghese, che consisteva in cittadini benestanti della classe media che spesso ricoprivano incarichi di corporazioni amministrative o lavoravano come mercanti. Per i cittadini, la loro ricchezza crescente era motivo sufficiente per rivendicare il diritto al controllo dell'amministrazione civica. Chiesero apertamente un'assemblea cittadina composta sia da patrizi che da borghesi, o almeno una restrizione di simonia e l'assegnazione di più seggi ai borghesi. I cittadini si opposero anche al clero, che sentiva di aver oltrepassato i propri limiti e di non aver rispettato i propri doveri religiosi. Hanno chiesto la fine dei privilegi speciali del clero, come la loro esenzione dalla tassazione, nonché una riduzione del loro numero. Il bürger-master (maestro della corporazione o artigiano) ora possedeva sia il laboratorio che i suoi strumenti, che permetteva ai suoi apprendisti di usare, e forniva i materiali di cui i suoi lavoratori avevano bisogno per realizzare i loro prodotti. In cambio ricevevano pagamenti la cui dimensione il cittadino determinava dopo aver tenuto conto del tempo impiegato dal loro lavoro, nonché della qualità della loro lavorazione e della quantità di prodotti prodotti. I commessi persero l'opportunità di salire nei ranghi della corporazione e furono quindi privati dei loro diritti civili.

#### Plebei
I plebei costituivano la nuova classe degli operai urbani, dei garzoni e dei vagabondi. Anche i piccoli borghesi in rovina si unirono ai loro ranghi. Sebbene tecnicamente potenziali borghesi, gli operai furono esclusi dalle posizioni più alte dalle famiglie benestanti che gestivano le corporazioni. Così la loro posizione “temporanea” priva di diritti civili tendeva a diventare permanente. I plebei non avevano proprietà come borghesi o contadini in rovina. Erano cittadini senza terra, senza diritti e un sintomo del decadimento della società feudale. Fu in Turingia che la rivoluzione incentrata su Müntzer avrebbe dato la massima espressione alla classe operaia plebea. Hanno chiesto la completa uguaglianza sociale quando hanno iniziato a credere, con l'incoraggiamento di Müntzer, che l'evoluzione della loro società dovrebbe essere guidata da loro stessi dal basso, non dall'alto. Le autorità si sono affrettate a reprimere tali aspirazioni esplosive, che rappresentavano la più grande minaccia alla loro autorità tradizionale.

#### Contadini
Lo strato più basso della società continuava ad essere occupato dai contadini, che erano pesantemente tassati. All'inizio del XVI secolo, nessun contadino poteva cacciare, pescare o tagliare la legna liberamente, poiché i signori avevano recentemente preso queste terre comuni per i propri scopi. Il signore aveva il diritto di usare la terra del suo contadino a suo piacimento; il contadino non poteva fare altro che osservare come i suoi raccolti venissero distrutti dalla selvaggina e dai nobili che galoppavano attraverso i suoi campi nel corso delle loro cacce cavalleresche. Quando un contadino desiderava sposarsi, aveva bisogno non solo del permesso del signore, ma anche di pagare una tassa. Quando il contadino muore, il signore ha diritto al suo miglior bestiame, alle sue migliori vesti e ai suoi migliori strumenti. Il sistema giudiziario, operato dal clero o da ricchi borghesi e giuristi patrizi, non dava riparazione al contadino. Generazioni di servitù tradizionale e l'autonomia delle province limitarono le insurrezioni contadine alle aree locali. L'unica speranza del contadino era l'unificazione delle aspirazioni attraverso le linee provinciali. Müntzer doveva riconoscere che le strutture di classe recentemente diluite fornivano agli strati inferiori della società una maggiore pretesa di legittimità nella loro rivolta, nonché una maggiore possibilità di guadagni politici e socioeconomici.

### Crescita del conflitto sociale
L'emergere delle classi nuove e dei loro rispettivi interessi (interesse di classe) cominciò ad ammorbidire la struttura dell'autorità del vecchio sistema feudale. L'aumento del commercio internazionale e dell'industria non solo ha messo i principi in conflitto con gli interessi della crescente classe capitalista mercantile, ma ha anche ampliato la base degli interessi delle classi inferiori (i contadini più i nuovi lavoratori urbani). L'interposizione dei borghesi e della necessaria classe plebea indebolì l'autorità feudale, poiché entrambe queste classi si opponevano al vertice della gerarchia pur essendo anche in naturale opposizione l'una all'altra. L'emergere della classe plebea rafforzò gli interessi delle classi inferiori in diversi modi. Invece che i contadini fossero l'unico ceto oppresso e tradizionalmente servile, i plebei aggiunsero una nuova dimensione che condivideva interessi di classe simili, ma lo fecero senza una storia di vera e propria oppressione.
L'opposizione ai privilegi del clero cattolico stava crescendo tra diverse classi della nuova gerarchia tardomedievale, compresi i contadini. Molti borghesi e nobili disprezzavano anche la percepita pigrizia e scioltezza della vita clericale. In quanto membri delle classi più privilegiate in virtù rispettivamente dell'imprenditorialità e della tradizione, sentivano che il clero stava raccogliendo benefici (come l'esenzione fiscale e le decime ecclesiastiche) a cui non avevano diritto. Quando la situazione si adattava, anche i principi avrebbero abbandonato il cattolicesimo per ottenere l'indipendenza politica e finanziaria e aumentare il loro potere all'interno dei loro territori.
Dopo che migliaia di articoli di denuncia furono compilati e presentati invano dalle classi inferiori in numerose città e villaggi, scoppiò la rivolta. Le parti si sono divise in tre gruppi distinti. Il campo cattolico era composto dal clero più quei patrizi e principi che resistevano a qualsiasi opposizione all'ordine sociale incentrato sul cattolicesimo. Il partito riformista moderato era composto principalmente da borghesi e principi. I borghesi videro un'opportunità per ottenere il potere nei consigli urbani, poiché la chiesa riformata proposta da Lutero sarebbe stata altamente centralizzata all'interno delle città, oltre a condannare le pratiche nepotistiche con cui i patrizi tenevano una salda presa sulla burocrazia. Allo stesso modo, i principi avrebbero ottenuto ulteriore autonomia non solo dall'imperatore cattolico Carlo V, ma dalle richieste della Chiesa cattolica a Roma. Plebei, contadini e coloro che simpatizzavano per la loro causa costituivano il terzo campo, guidato da predicatori come Thomas Müntzer. Questo campo desiderava rompere le catene della società del tardo medioevo e forgiarne una nuova nel nome di Dio.
I contadini e i plebei tedeschi compilarono elenchi di articoli che delineavano le loro denunce. I famosi 12 articoli della Foresta Nera furono infine adottati come serie definitiva di lamentele. La dichiarazione degli articoli di lamentele sociali, politiche ed economiche nel movimento protestante sempre più popolare unificò la popolazione nella massiccia rivolta scoppiata prima nella Bassa Svevia nel 1524, poi si diffuse rapidamente in altre parti della Germania.

### Ultimo fallimento della ribellione
Il movimento contadino alla fine fallì, con città e nobili che fecero patti separati con gli eserciti principeschi che restaurarono il vecchio ordine in un'incarnazione spesso ancora più aspra sotto la sovranità nominale del Sacro Romano Imperatore Carlo V d'Asburgo, rappresentato negli affari tedeschi dal fratello minore Ferdinando I d'Asburgo.
Il dissidente religioso Martin Lutero, già condannato come eretico dall'Editto di Worms del 1521 e accusato all'epoca di fomentare la contesa, respinse le richieste dei ribelli e sostenne il diritto dei governanti tedeschi di reprimere le rivolte. Lutero ha basato il suo atteggiamento sulla ribellione contadina sulla dottrina di San Paolo del diritto divino dei re nella sua epistola ai Romani, che dice che tutte le autorità sono nominate da Dio e non dovrebbe essere contrastata. Il suo ex seguace Thomas Müntzer, invece, si è fatto notare come agitatore radicale in Turingia.

### Anabattisti

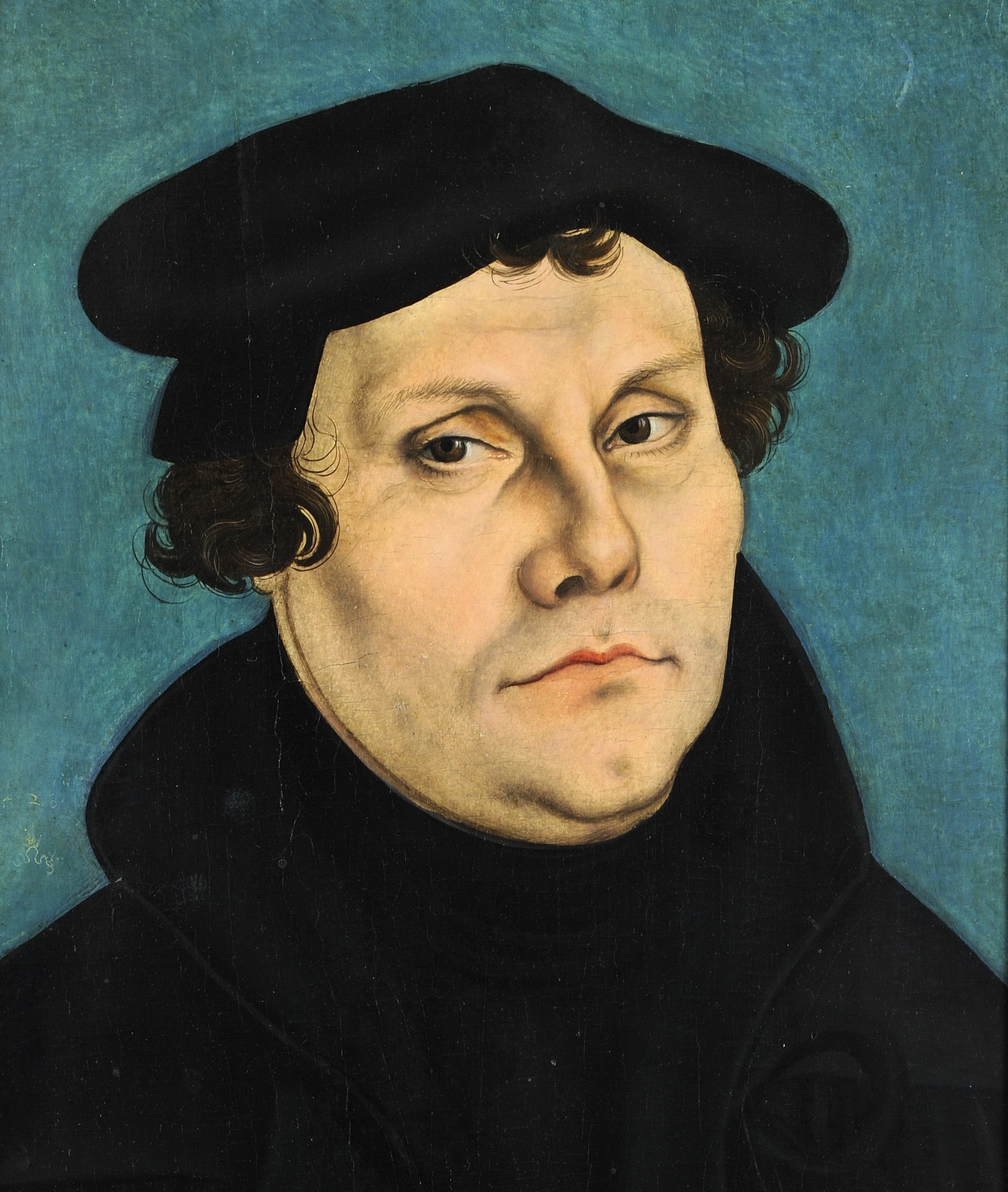
Martin Lutero

Il 27 dicembre 1521, tre profeti di Zwickau, entrambi influenzati e influenzati da Thomas Müntzer, apparvero a Wittenberg da Zwickau: Thomas Dreschel, Nicolas Storch e Mark Thomas Stübner. La riforma di Lutero non era abbastanza radicale per loro. Come la Chiesa cattolica romana, Lutero praticava il battesimo dei bambini, che gli anabattisti consideravano "né scritturale né primitivo, né che soddisfaceva le condizioni principali dell'ammissione in una confraternita visibile di santi, vale a dire, pentimento, fede, illuminazione spirituale e libera resa di sé a Cristo».
Il teologo riformista e collaboratore di Lutero, Philipp Melantone, che era impotente contro gli entusiasti con cui simpatizzava il suo co-riformatore Andreas Karlstadt, fece appello a Lutero, che si nascondeva ancora nella Wartburg. Lutero fu cauto nel non condannare a priori la nuova dottrina, ma consigliò a Melantone di trattare gentilmente i suoi sostenitori e di mettere alla prova il loro spirito, nel caso fossero di Dio. C'era confusione a Wittenberg, le cui scuole e università si erano schierate con i "profeti" e furono chiuse. Da ciò nasce l'accusa che gli anabattisti fossero nemici della conoscenza, contraddetta dal fatto che due di loro, Haetzer e Denck, produssero e stamparono la prima traduzione tedesca dei profeti ebraici nel 1527. I primi leader del movimento a Zurigo —Conrad Grebel, Felix Manz, Georg Blaurock, Balthasar Hubmaier—hanno imparato il greco, il latino e l'ebraico.
Il 6 marzo 1522 Lutero tornò a Wittenberg, dove intervistò i profeti, disprezzò i loro "spiriti", li bandì dalla città e fece espellere i loro seguaci da Zwickau ed Erfurt. Negato l'accesso alle chiese, queste ultime predicavano e celebravano il sacramento nelle case private. Dopo essere stati cacciati dalle città, sciamarono per le campagne. Costretto a lasciare Zwickau, Müntzer visitò la Boemia, visse per due anni ad Allstedt in Sassonia e nel 1524 trascorse un po' di tempo in Svizzera. In questo periodo proclamò le sue dottrine religiose e politiche rivoluzionarie con crescente veemenza e, per quanto riguardava gli ordini inferiori, con crescente successo.
La guerra dei contadini iniziò principalmente come una rivolta contro l'oppressione feudale, ma sotto la guida di Müntzer divenne una guerra contro tutte le autorità costituite nel tentativo forzato di stabilire l'ideale di Müntzer di uno stato cristiano basato sull'uguaglianza assoluta e sulla comunità dei beni. La totale sconfitta dei ribelli a Frankenhausen (15 maggio 1525), seguita dall'esecuzione di Müntzer e di molti altri capi, si rivelò un freno meramente temporaneo al movimento anabattista. Sparsi per tutta la Germania, la Svizzera e i Paesi Bassi c'erano zelanti propagandisti i cui insegnamenti molti erano disposti a seguire non appena fosse emerso un altro leader.